# Xã Union, Quận Ashley, Arkansas
Xã Union (tiếng Anh: Union Township) là một xã thuộc quận Ashley, tiểu bang Arkansas, Hoa Kỳ. Năm 2010, dân số của xã này là 60 người.